# Mittåtjärnen
Mittåtjärnen är en sjö i Härjedalens kommun i Härjedalen och ingår i Ljusnans huvudavrinningsområde. Sjön har en area på 0,104 kvadratkilometer och ligger 652,9 meter över havet.

## Delavrinningsområde
Mittåtjärnen ingår i det delavrinningsområde (695264-135356) som SMHI kallar för Inloppet i Grundsjön. Medelhöjden är 738 meter över havet och ytan är 34,75 kvadratkilometer. Räknas de 39 avrinningsområdena uppströms in blir den ackumulerade arean 377,3 kvadratkilometer. Mittån som avvattnar avrinningsområdet har biflödesordning 2, vilket innebär att vattnet flödar genom totalt 2 vattendrag innan det når havet efter 368 kilometer. Avrinningsområdet består mestadels av skog (91 procent). Avrinningsområdet har 0,11 kvadratkilometer vattenytor vilket ger det en sjöprocent på 0,3 procent.